# Università di Mannheim
L'Università di Mannheim (in tedesco: Universität Mannheim) è un'università pubblica situata nella città di Mannheim, nel Baden-Württemberg. Fondata ufficialmente nel 1967, l'università affonda le sue radici nella Kurpfälzische Akademie der Wissenschaften, Accademia delle Scienze del Palatinato fondata nel 1763 dall'elettore Carlo Teodoro del Palatinato, e nella Handelshochschule Mannheim, scuola superiore di commercio istituita nel 1907.
L'ateneo è oggi considerato uno dei più prestigiosi della Germania e dell'Europa continentale, in particolare nei settori dell'economia, delle scienze sociali, del diritto e delle scienze politiche. Per la sua reputazione accademica nel campo dell'economia, sostenuta dalle classifiche nazionali e internazionali, l'Università di Mannheim è talvolta soprannominata «l'Harvard della Germania».
Il campus principale si estende all'interno del Castello di Mannheim, una delle più imponenti residenze barocche europee, oggi sede amministrativa e accademica dell'ateneo.
Numerosi ex studenti e docenti dell'ateneo hanno raggiunto posizioni di rilievo nel panorama economico e istituzionale tedesco e internazionale. Tra questi si annoverano Isabel Schnabel, membro del comitato esecutivo della Banca Centrale Europea; Jens Weidmann, già presidente della Deutsche Bundesbank; Clemens Fuest e Hans-Werner Sinn, rispettivamente attuale e precedente presidente dell'ifo Institut; e Wolfgang Franz, presidente del German Council of Economic Experts.

## Storia
Le origini dell’Università di Mannheim sono strettamente legate alla storia del Schloss Mannheim, il cui sviluppo risale al XVIII secolo sotto il regno del principe elettore Carlo Teodoro di Baviera. Carlo Teodoro, oltre a completare il palazzo in stile barocco, fu un mecenate delle arti e delle scienze, fondando nel 1779 il Teatro Nazionale e promuovendo una vivace cultura musicale e scientifica nella regione.
L’origine diretta dell’ateneo risale però al 1907, con la fondazione della Städtische Handelshochschule Mannheim (Collegio Commerciale della Città di Mannheim), istituita su iniziativa della borghesia locale e finanziata dalla Camera di commercio. La Handelshochschule rappresentò un importante centro di formazione superiore per futuri commercianti, offrendo corsi in economia aziendale, filosofia, storia, arti e scienze naturali. Tra le due guerre mondiali vennero inoltre istitutiti un istituto di psicologia e scienze dell’educazione e un istituto per interpreti.
Nel 1933, durante il regime nazista, la Handelshochschule fu assorbita dall’Università di Heidelberg. L’istituto subì pesanti perdite, in particolare tra i docenti di origine ebraica, tra cui Otto Selz, capo dell’istituto di psicologia e presidente della Handelshochschule. Oggi la memoria di Selz è onorata dalla via Otto-Selz-Straße, che si trova nel complesso universitario.
Nel 1946, l’istituzione riaprì come Staatliche Wirtschaftshochschule Mannheim (Collegio Statale di Economia e Commercio). Il simbolo ufficiale dell’università, creato nel 1955, riporta la scritta «In Omnibus Veritas Suprema Lex Esto», motto che richiama la tradizione della ‘’Kurpfälzische Akademie der Wissenschaften’’ (Accademia delle Scienze del Palatinato) fondata nel 1763 da Carlo Teodoro, e che significa «La verità in ogni cosa sia la legge suprema».
Nel 1967 la Staatliche Wirtschaftshochschule assunse il nome attuale di Università di Mannheim. Da allora, l’ateneo ha conosciuto una crescita significativa sia nel numero di studenti sia nei programmi offerti, strutturandosi oggi in cinque scuole accademiche che coprono vari campi del sapere. L’università mantiene la sua vocazione originaria di combinare insegnamento teorico e formazione pratica, offrendo programmi interdisciplinari in scienze sociali, informatica, giurisprudenza e discipline umanistiche con un forte orientamento verso l’economia e la gestione aziendale. Il piano strategico adottato nel 2008 ha ulteriormente rafforzato questo approccio interdisciplinare.

## Campus
L’Università di Mannheim si trova nel centro della città di Mannheim. Si compone di ‘’Campus Est’’, che si estende dal Castello di Mannheim alla Stazione Centrale di Mannheim, e di ‘’Campus Ovest’’, che raggruppa le piazze A5 e B6, raggiungibili a piedi dal castello. Circa 800 metri a sud-ovest dell’ateneo scorre il fiume Reno.
Tra il 1955 e il 1973 il Castello di Mannheim divenne il nucleo del campus UMA. Oggi ospita la Business School, la Facoltà di Giurisprudenza ed Economia e parte delle Facoltà di Lettere come la Biblioteca Universitaria.
Nel 2000 l’UMA avviò la campagna ‘’Renaissance des Barockschlosses’’ (Rinascita del Castello Barocco), finalizzata a raccogliere fondi per il restauro e l’ampliamento del campus principale. Con i 53 milioni di euro raccolti, l’università ristrutturò 24 sale lezioni, la facciata del castello e realizzò una nuova biblioteca all’interno del palazzo. Nel 2007 è stato inaugurato un museo nel corpo centrale dell’edificio, con le sale storiche ricostruite dell’elettore Carlo Teodoro, che vi soggiornò dal 1742 al 1777. Nel 2017 l’ateneo ha inaugurato un nuovo edificio per la ricerca e la didattica sulla piazza B6 e il Centro Studi e Conferenze della Mannheim Business School dietro l’ala ovest del castello.
Tra i punti di riferimento contemporanei del campus si segnalano la Chiesa dei Gesuiti di Mannheim, l’Osservatorio di Mannheim, l’originaria Antikensammlung (Collezione di Antichità) all’interno del Castello di Mannheim, il monumento ad Anna Hoelzel, la Chiesa del Castello di Mannheim, lo ZEW (Centro per le Ricerche Economiche Europee), il Palais Bretzenhein, il Tribunale distrettuale di Mannheim e il Schneckenhof di Mannheim.

Posizione di Mannheim in Germania (in rosso)
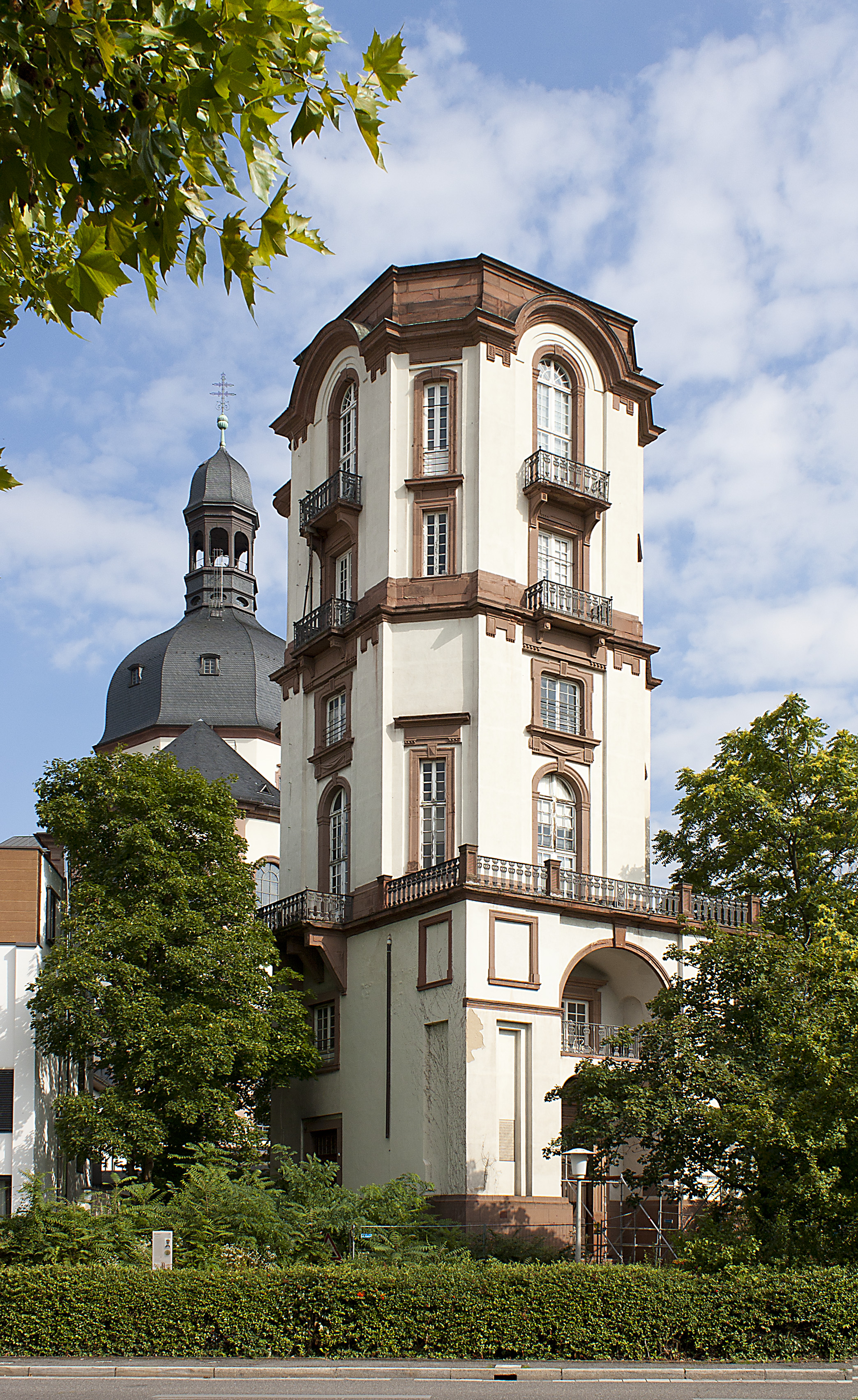
Osservatorio di Mannheim
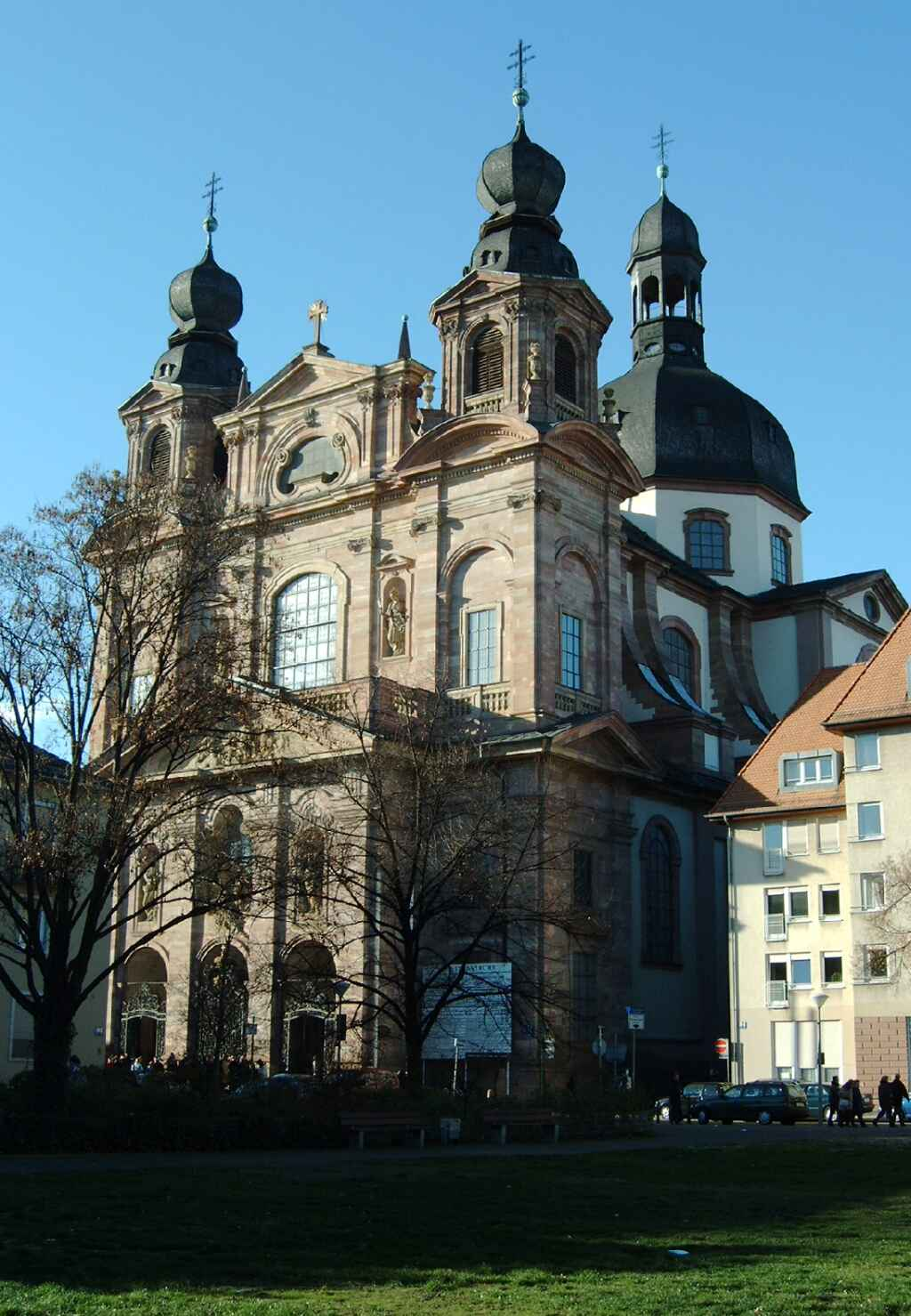
Chiesa dei Gesuiti di Mannheim
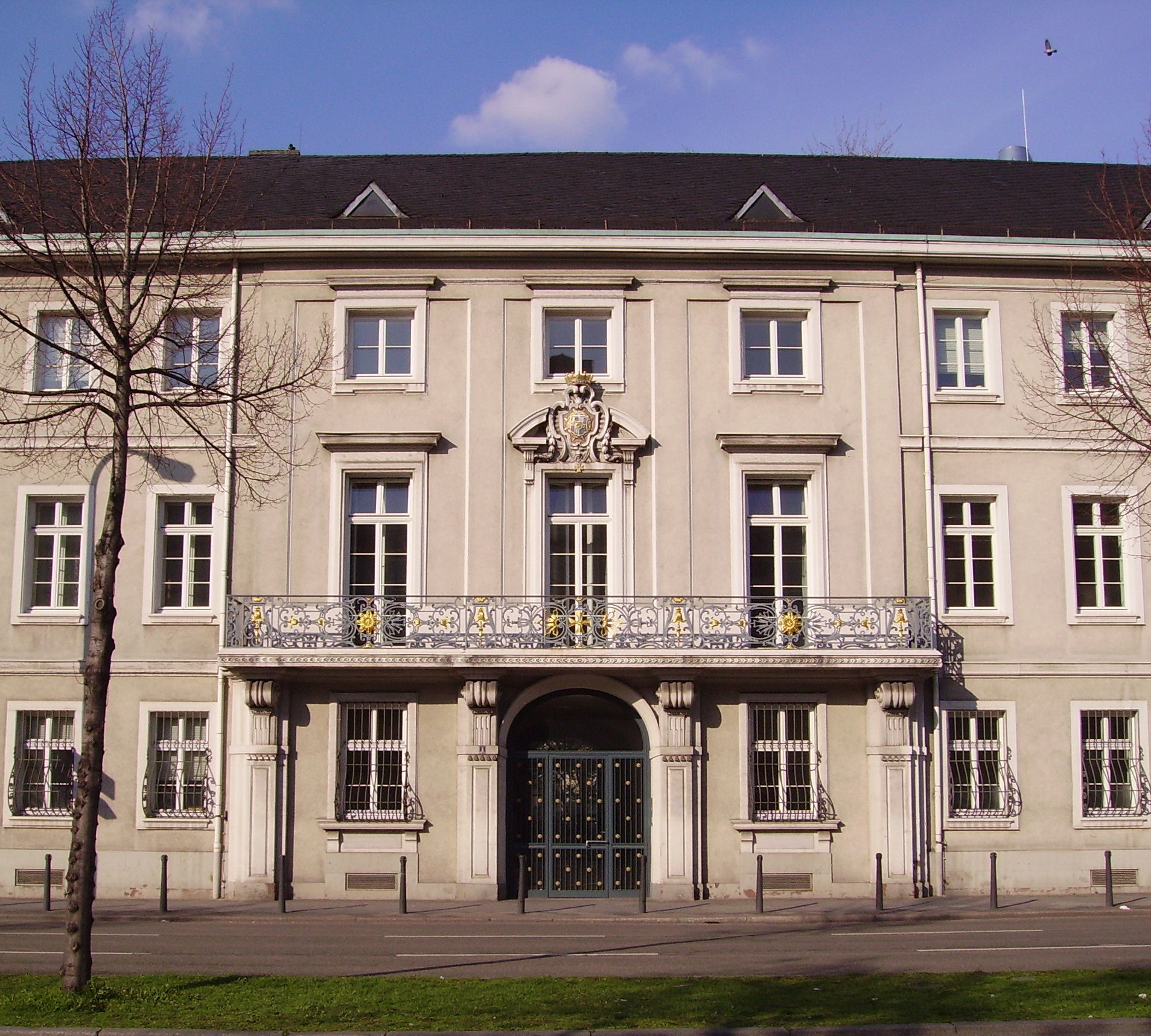
Palais Bretzenheim
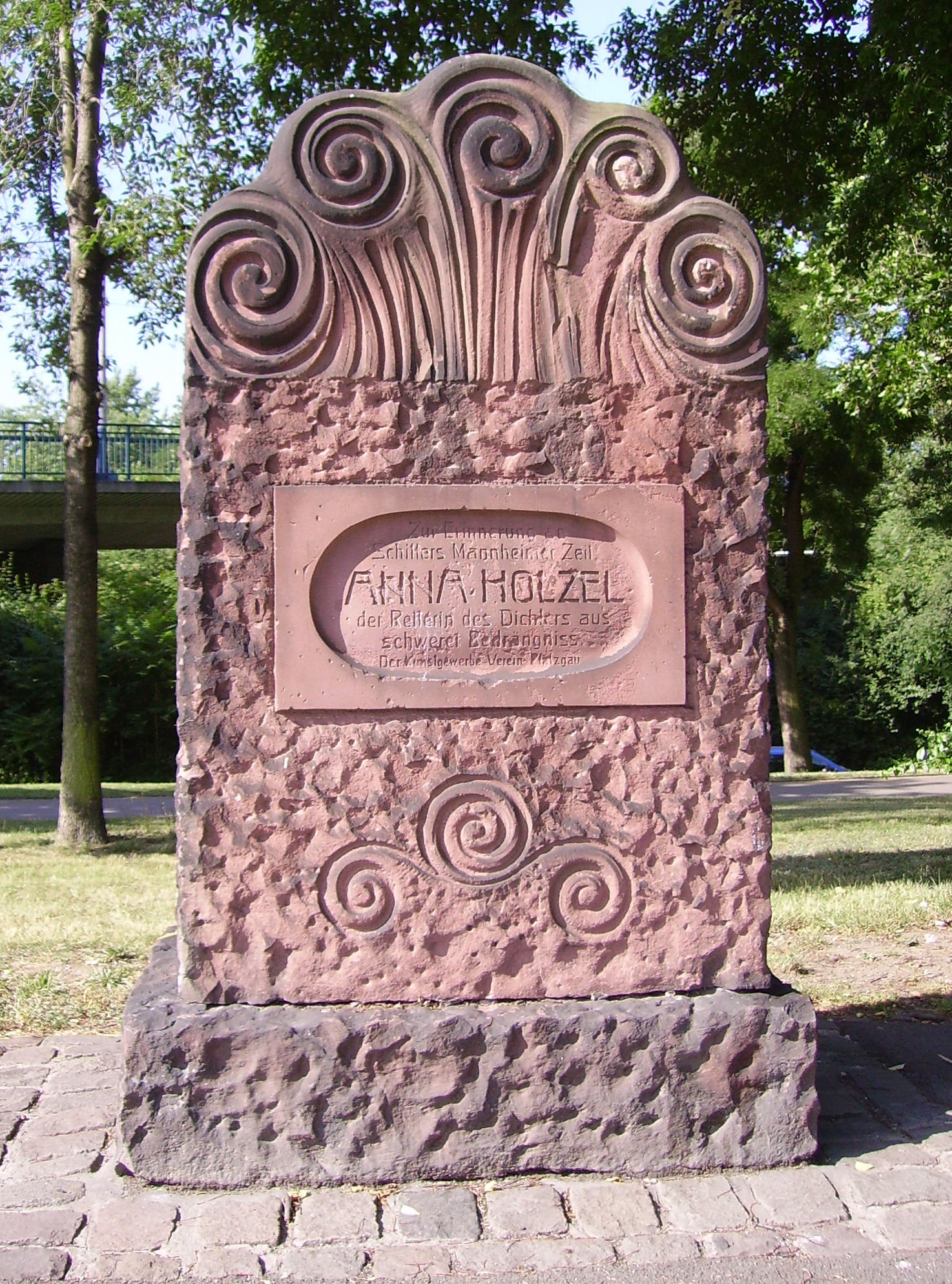
Monumento ad Anna Hoelzel
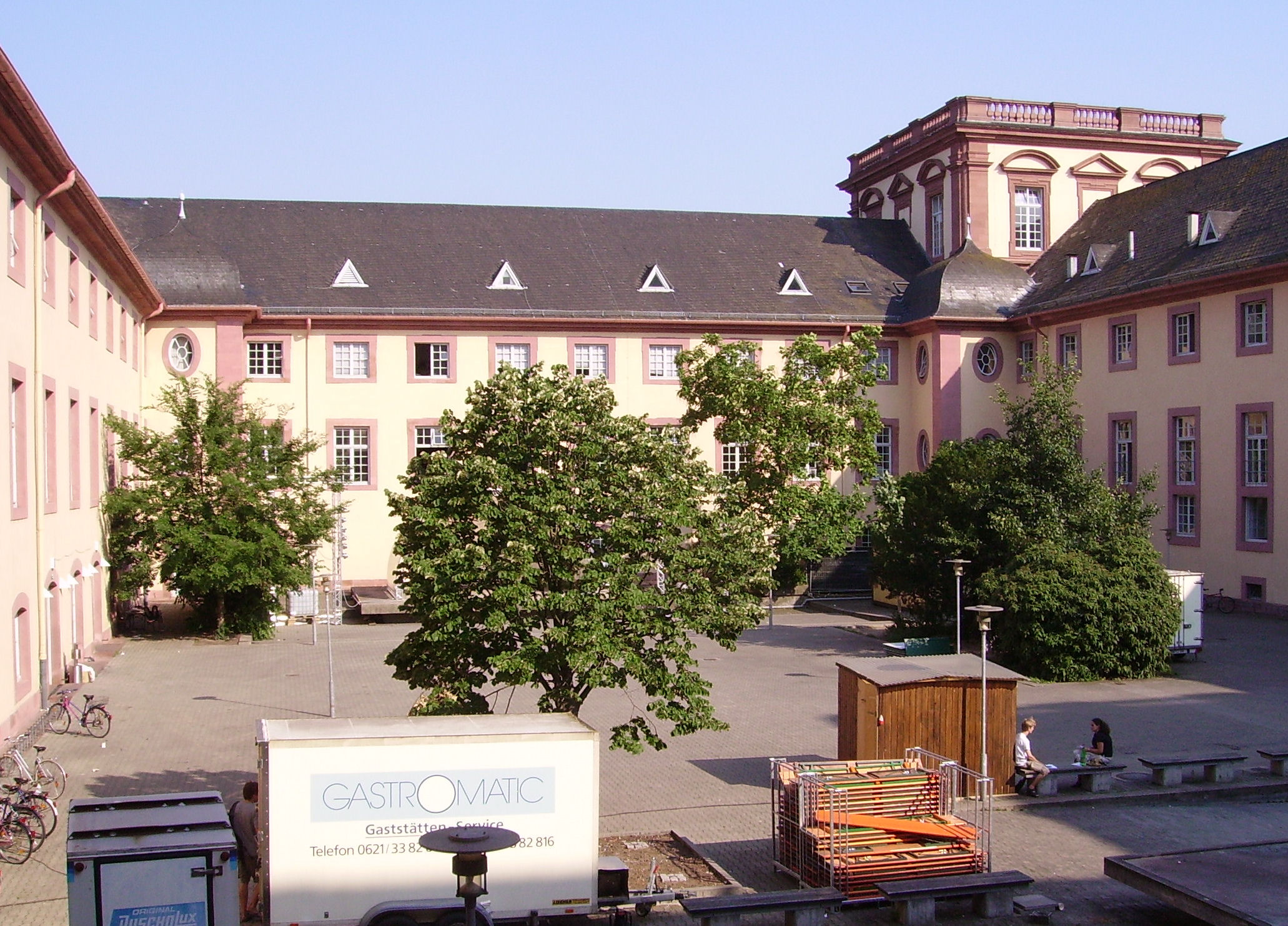
Schneckenhof di Mannheim
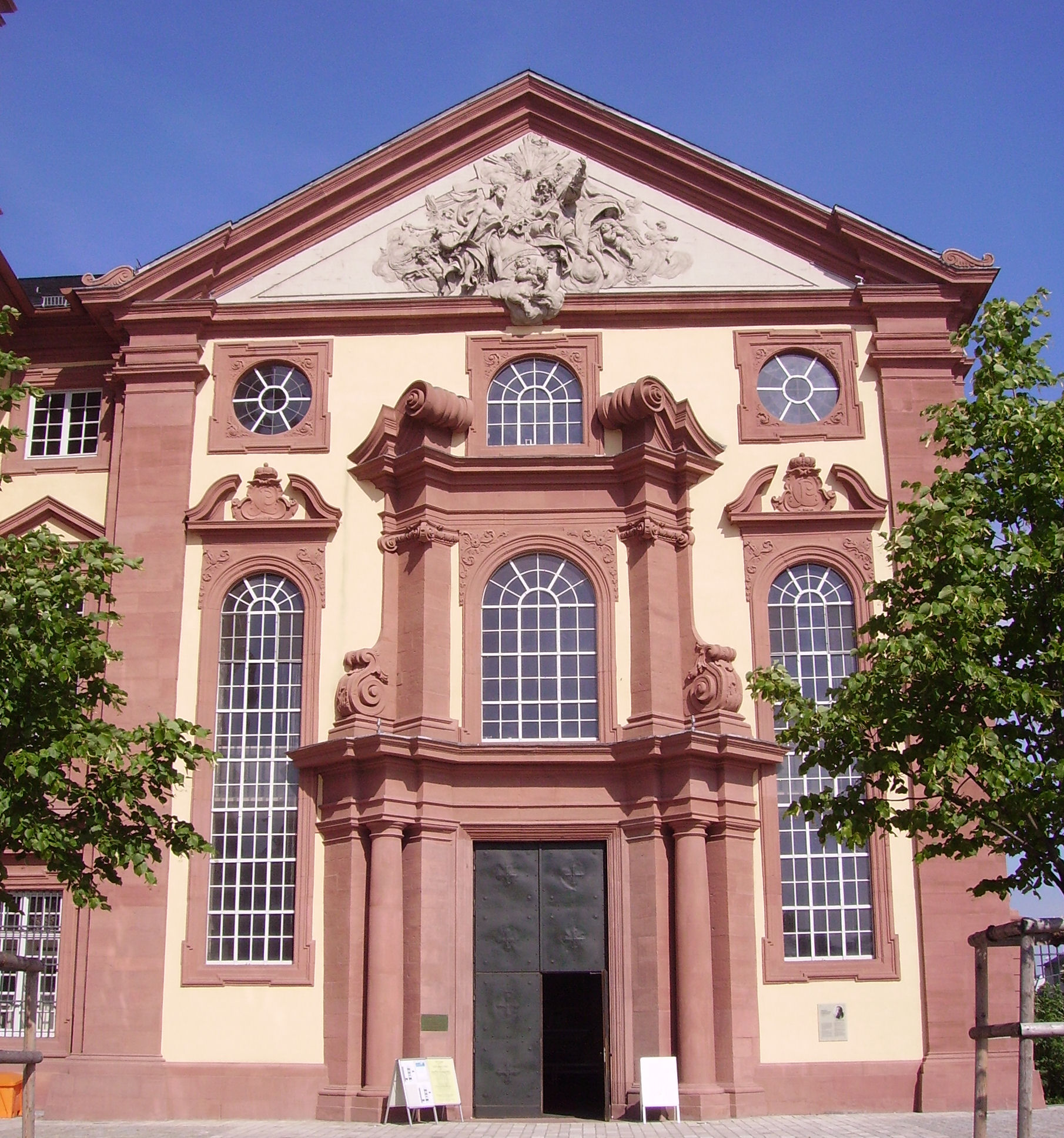
Chiesa del Castello di Mannheim